# Valle del Jordán
El valle del Jordán (en hebreo: עמק הירדן, transliterado: Emek HaYarden; en árabe: غور الاردن, transliterado: Ghor Al-Urdon o Al-Ghawr) es el valle por el que discurre el río Jordán, en Oriente Próximo. Esta región geográfica forma parte del rift del valle del Jordan. Tiene unos 105 kilómetros de largo y se extiende desde el mar de Galilea en el norte hasta la ribera norte del mar Muerto en el sur, donde desemboca el río Jordán. Los 155 kilómetros adicionales del rift al sur del mar Muerto hasta Aqaba y Eilat, un área también conocida como valle de Aravá, no pertenecen al valle del río Jordan.
Dado que el río Jordán marca la frontera occidental de Jordania en la región, la ribera levantina del valle se encuentra en este país mientras que la ponentina se encuentra en Israel en su tramo septentrional, y en Cisjordania (Palestina) en sus tramos central y meridional. Esta última región se incluye en el Área C de los Territorios Palestinos (exceptuando la ciudad de Jericó), bajo control de Israel que la considera un territorio en disputa. Una semana antes de la repetición de las elecciones generales de Israel de septiembre de 2019, el primer ministro Netanyahu anunció su intención de anexionar el valle del Jordán a Israel si salía reelegido.

## Geografía

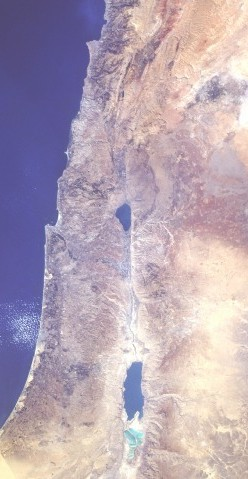
Mapa aéreo del valle del río Jordán, en el que se aprecian el mar Muerto al sur, y el mar de Galilea al norte.

El valle del Jordán se caracteriza por ser la región de menos altitud de la tierra. Alcanza aproximadamente 400 metros bajo el nivel del mar en el mar Muerto y se eleva progresivamente hacia el lago de Tiberíades y el valle de Jule, en el norte. Está limitado al este y al oeste por montes de entre 600 y 1.200 metros de altitud. Transversalmente, se compone de tres regiones geográficas. La mayor parte del valle, llamada ghor en árabe, es relativamente llana y fértil, y se ensancha hacia el sur al acercarse al mar Muerto; su suelo consiste en tierra roja procedente de la erosión de las colinas. El curso del río propiamente dicho discurre en meandros hacia el sur en un estrecho valle secundario, llamado zor en árabe, excavado por las aguas entre colinas estériles y de poca altitud, las colinas Katar o Qattara, que se extienden entre el zor y el ghor. El zor tiene entre 5 y 25 metros de ancho dependiendo de las crecidas del río. Al ser el ghor más ancho en la ribera jordana del valle, ésta cuenta con más poblados modernos y yacimientos arqueológicos.
En el valle destacan dos grandes extensiones de agua: el mar de Galilea, de agua dulce, y el mar Muerto, de agua salada, conectados por el río Jordán. Se alimentan del agua de lluvia y de los pequeños ríos y uadis que bajan de las montañas cercanas. Estos arroyos bajan hacia el valle en sentido este-oeste y son más numerosos en el lado jordano. De norte a sur se encuentran: el Yarmuk, el-Arab, Ziqlab, el-Yabis, Kufranjeh, Rajib, ez-Zerqa, Shu'eib, Kefrein, Hesban y Azeimeh.
Este valle proximooriental tan solo recibe lluvia de octubre a mayo, y es mucho más húmedo en su parte septentrional que en el sur, que es casi desértico. En el norte, las temperaturas medias son de 30,5 °C en verano y 14,4 °C en invierno, con temperaturas máximas de 41,5 °C en verano y mínimas de 5,3 °C en invierno. En el extremo meridional las temperaturas se elevan en varios grados centígrados.

### Fauna
El valle del Jordán es una zona húmeda de importancia para la región, y es una de las rutas más importantes del mundo para aves migratorias. Se estima que cada año 500 millones de aves transitan por el valle, como la cigüeña blanca y negra, el pelícano común, el martín pescador, garzas, patos, aves de la familia scolopacidae como los archibebes, y francolines.

### Demografía
Según cifras de 2006, unos 47.000 palestinos viven en la parte del valle que se encuentra en Cisjordania, en una veintena de comunidades permanentes, entre ellos la ciudad de Jericó, y miles más, en gran parte beduinos, viven en comunidades temporales. Alrededor de 11.000 israelíes viven en 17 asentamientos creados desde principios de la década de 1970 y que forman parte del Concejo Regional Valle del Jordán y del Concejo Regional Emek HaMayanot. 7500 más viven en veinte y seis asentamientos israelíes y cinco Nahal (campamentos brigada) que se han establecido desde la década de 1970 en la parte cisjordana del valle del Jordán.
La población jordana del valle era de más de 85.000 personas en 1979, en su mayoría agricultores, y el 80% de las granjas en la parte jordana del valle eran explotaciones familiares no mayores de 30 dunams (3 hectáreas) en el año 2000. Las pequeñas explotaciones familiares han disminuido para dejar sitio a empresas agrícolas de mayor tamaño y con mayores recursos tecnológicos, se han creado nuevos centros de población y se han mejorado las vías de comunicación. En 2010, la población de la parte jordana del valle alcanzaba 400.000 personas.

## Características históricas

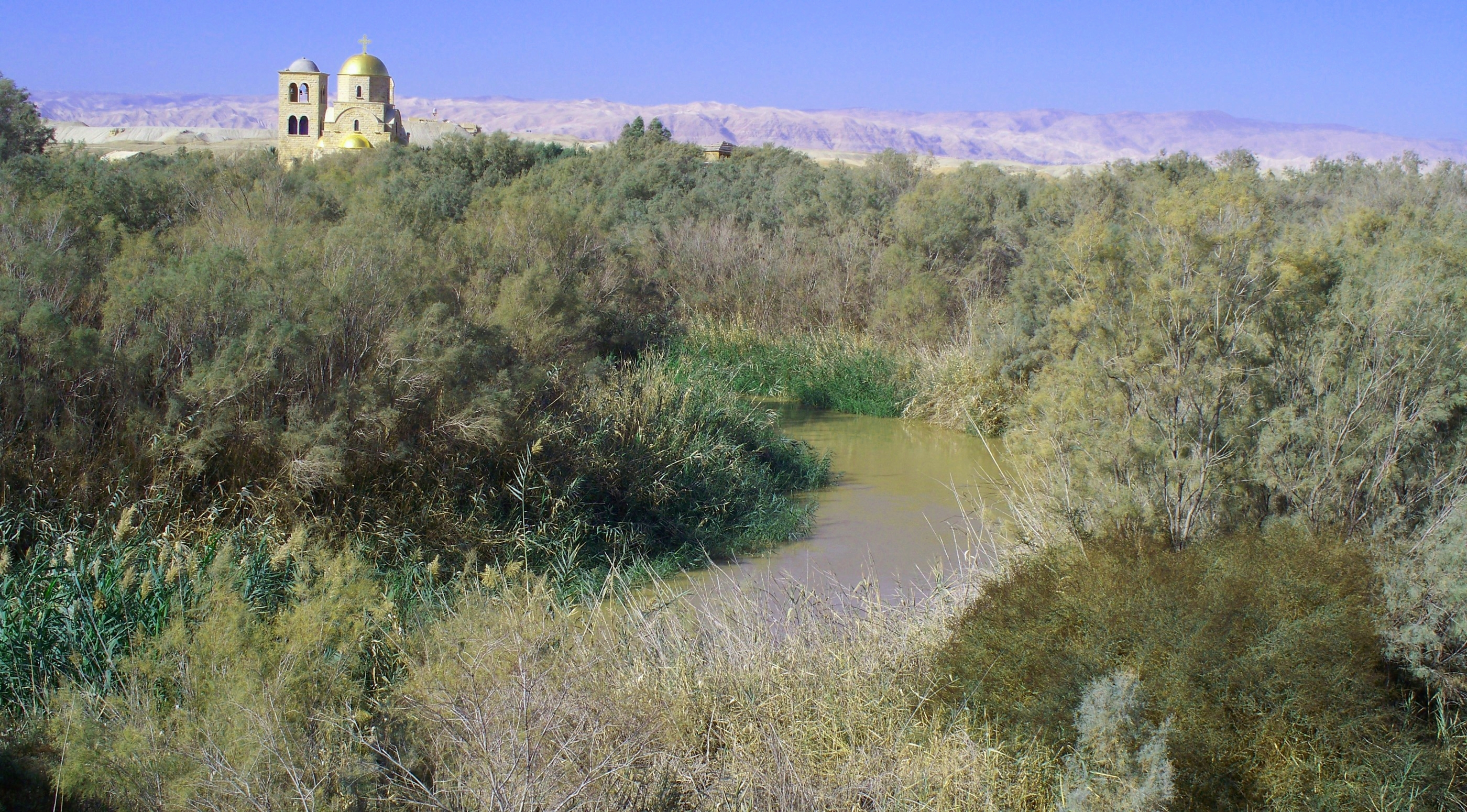
Valle del Jordán en Bethabara, Jordania, a la altura de la ciudad de Jericó.

Históricamente el valle del río Jordán siempre ha sido un lugar de encuentro y tránsito, tanto para las sociedades humanas como para la fauna y la flora. Numerosos restos arqueológicos a ambos lados del río muestran la existencia de intercambios comerciales y culturales entre las principales poblaciones del valle. Este desarrollo paralelo a lo largo de diversos períodos históricos –tipos similares de alfarería, mosaicos y herramientas de hierro— indica que las ciudades del valle del Jordán tenían el mismo tipo de población desde un punto de vista antropológico.
El valle tiene un alto valor simbólico para las tres grandes religiones monoteístas, lo que lo convierte en un importante destino turístico. El río Jordán es mencionado en varios pasajes de la Biblia, y allí fue bautizado Cristo. Aunque el lugar exacto es discutido, cientos de miles de turistas acuden cada año a sitios situados en ambas riberas del Jordán, en torno al supuesto lugar original. El valle es también venerado por los musulmanes, dado que muchos de los compañeros del profeta Mahoma fueron enterrados en las cercanías del río.

## Barrera natural e importancia estratégica
Las características orográficas y paisajísticas del valle del Jordán hacen de este un escenario genuinamente estratégico desde el punto de vista militar. Se encuentra flanqueado en su margen occidental por los montes de Judea, que alcanzan los 1000 m s.n.m., y en la oriental por montañas más elevadas, lo cual unido a que su cuenco se trata de la depresión más profunda de la Tierra (alrededor de 450 metros por debajo del nivel del mar en su punto inferior) configura un desnivel que puede alcanzar los 1500 metros en unos pocos kilómetros.
La climatología desértica de la zona (mayor cuanto más al sur) y el viento escaso, propician una vegetación parva y días despejados la mayor parte del año, lo cual, junto con la baja densidad demográfica del paraje, favorece unas condiciones de visibilidad y observancia óptimas desde ambos extremos del valle, con apenas obstáculos que se interpongan por pequeños que sean. Esta visión diáfana, unida al propio discurrir del río Jordan por el centro del valle y, de forma alineada con la vertical norte-sur, las grandes masas interiores de agua del lago de Tiberíades y del mar Muerto, hacen de este entorno una doble o triple barrera natural.
El control de esta barrera topográfica, fluvial y lacustre, en el caso de Israel, supone una ventaja crucial ante una posible invasión militar terrestre por el flanco oriental del país o ante infiltraciones a menor escala de grupos paramilitares, según declaró el primer ministro israelí Benjamin Netanyahu que anunció en Washington con el presidente estadounidense Donald Trump, que en el marco del proyecto norteamericano, su país «aplicará su soberanía» sobre esta región.

## Situación medioambiental
El desvío de 98 % del agua del río Jordán así como los importantes vertidos de aguas residuales sin depurar, amenazan con dañar el valle de manera irreversible. Israel, Siria y Jordania han realizado trasvases en su curso superior y mediano para uso doméstico y agrícola, reduciendo de manera drástica el aporte en agua dulce necesario para la conservación del ecosistema del valle. Desde la década de 1960, el caudal del río Jordán ha pasado de más de 1.300 a menos de 30 millones de metros cúbicos de agua, y el reducido caudal del río se mantiene principalmente gracias a los vertidos de aguas residuales.